# أجزيكارا خان
أجزيكارا خان وهو خان في تركيا يعود إلى الحقبة السلاجقة. يقع في قرية أجزيكاراخان في محافظة آق سراي.

## التاريخ
تُعد الخانات أحد أهم الأمثلة وأكثرها زخرفة من القوافل العادية التي بناها رعاة من غير أفراد العائلة المالكة. تشير النقوش التأسيسية إلى أن الجزء المُغطى / المسقوف من المبنى قد اكتمل في يونيو 1231 في عهد السلطان علاء الدين كيقباد الأول، بينما تم الانتهاء من الفناء في فبراير 1240 في عهد خليفته كيخسرو الثاني. الراعي الذي أمر بالبناء يدعى مسعود بن عبد الله.

## البناء
مثل الخانات الرئيسية الأخرى في هذه الفترة، فهي تتكون من قسمين: أحدهما يتمحور حول فناء رئيسي، والقسم الداخلي. يتم الدخول إلى الخانات عبر بوابة مدخل ضخمة (بشتاق) تظهر من الجدران الخارجية البسيطة للمبنى، بزخارف منحوتة بالحجر ومظلة مُقببة من المقرنصات. يؤدي إلى الفناء الرئيسي، حوله العديد من الغُرف. في منتصف الفناء يوجد مسجد صغير يتكون من غرفة حجرية مربعة ترتفع على أربعة أعمدة ويمكن الوصول إليها عن طريق السلالم، وتعتبر مثالاً ممتازًا لهذه الميزة (التي تتكرر في الخانات الأخرى) يتكون القسم الداخلي من صحن مُقبب ذو قبة مركزية (على الرغم من فقدان القبة نفسها)، حيث تفتح الغرف المُقببة على كلا الجانبين.

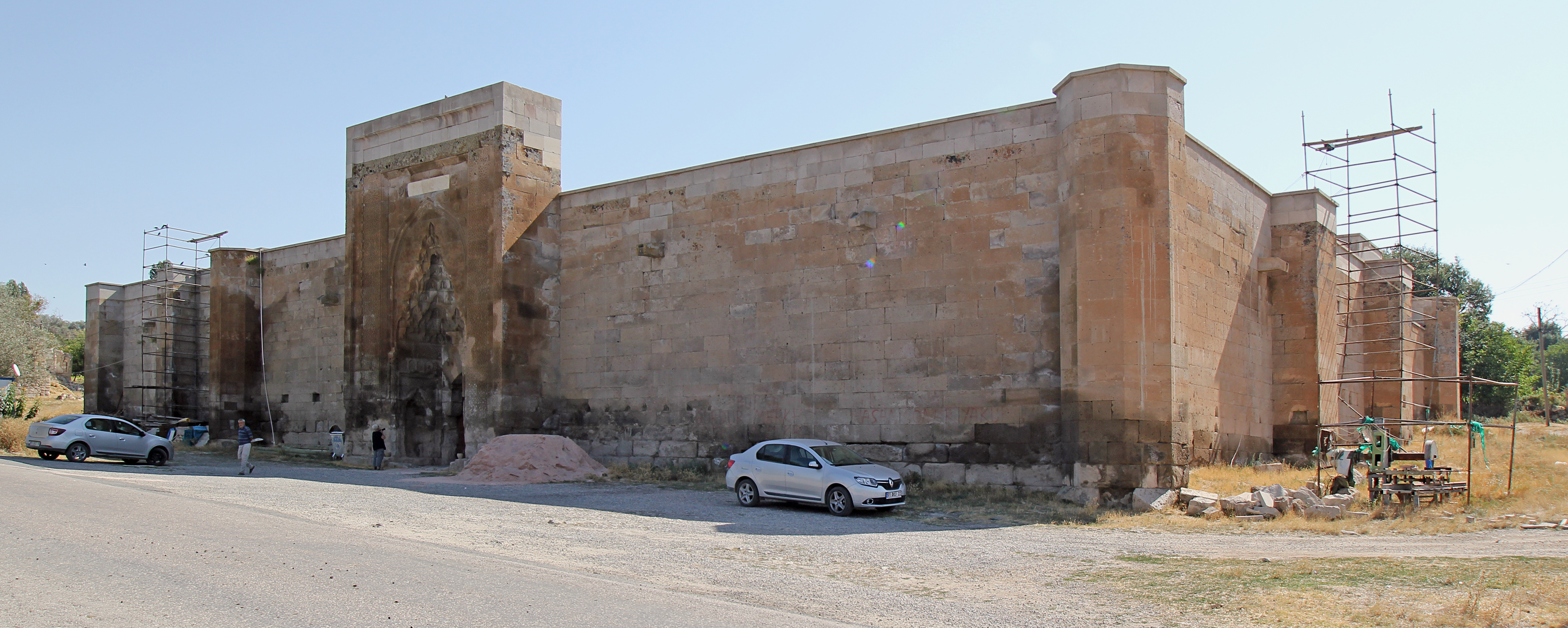
منظر عام للخارج
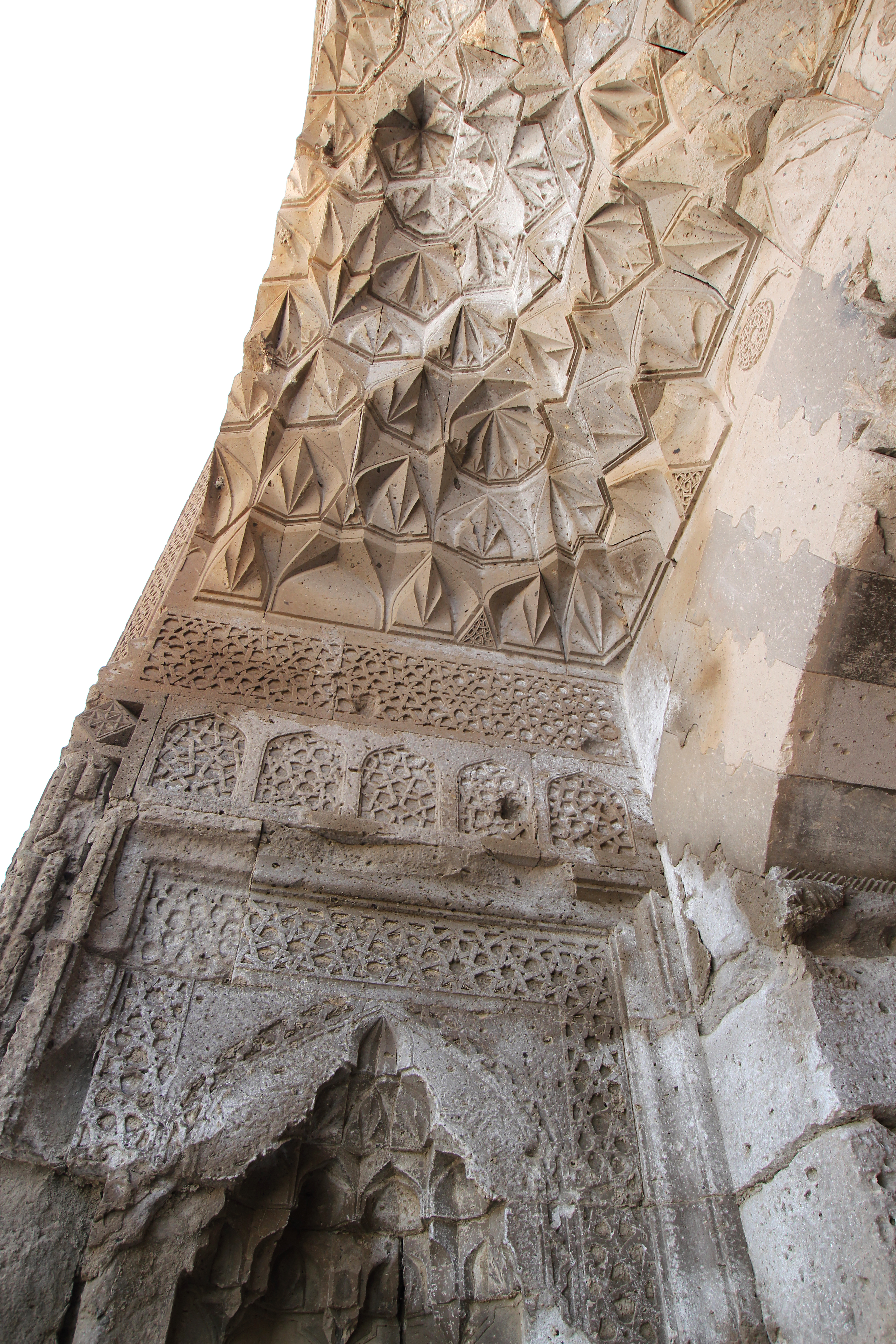
تفاصيل النحت على الحجر في مدخل المدخل الرئيسي
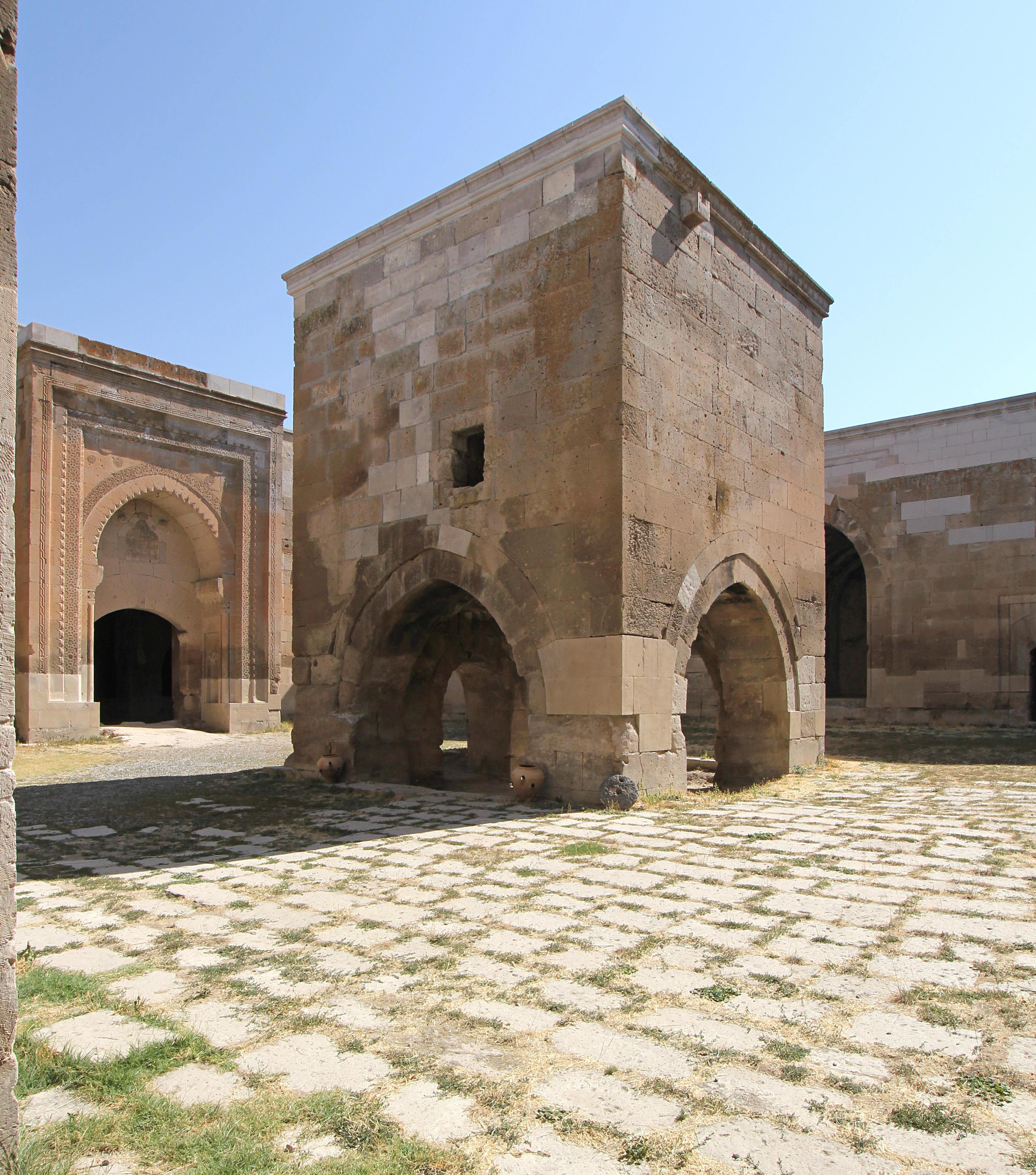
الفناء الرئيسي مع المسجد المرتفع
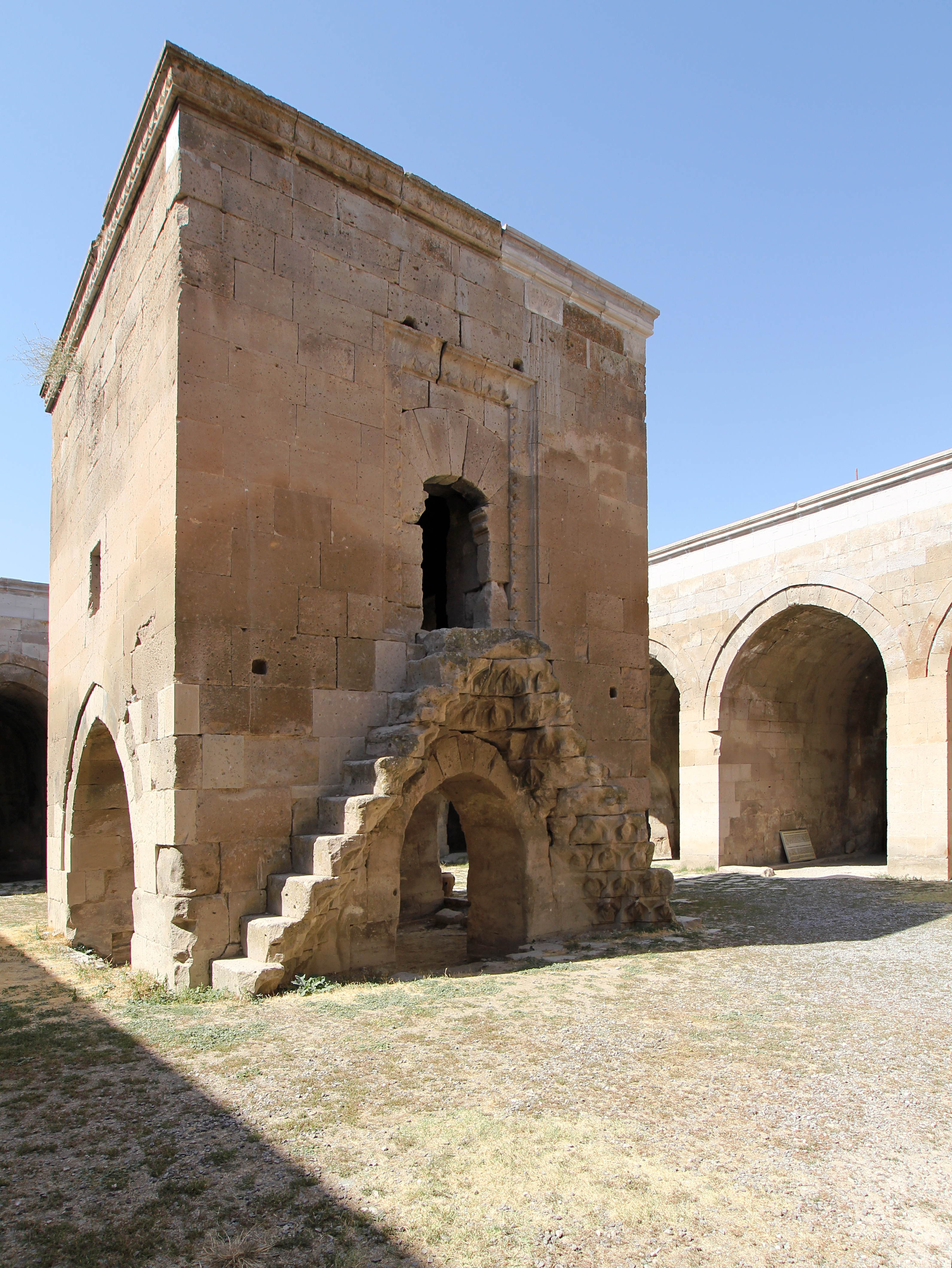
المسجد من جهة مدخله
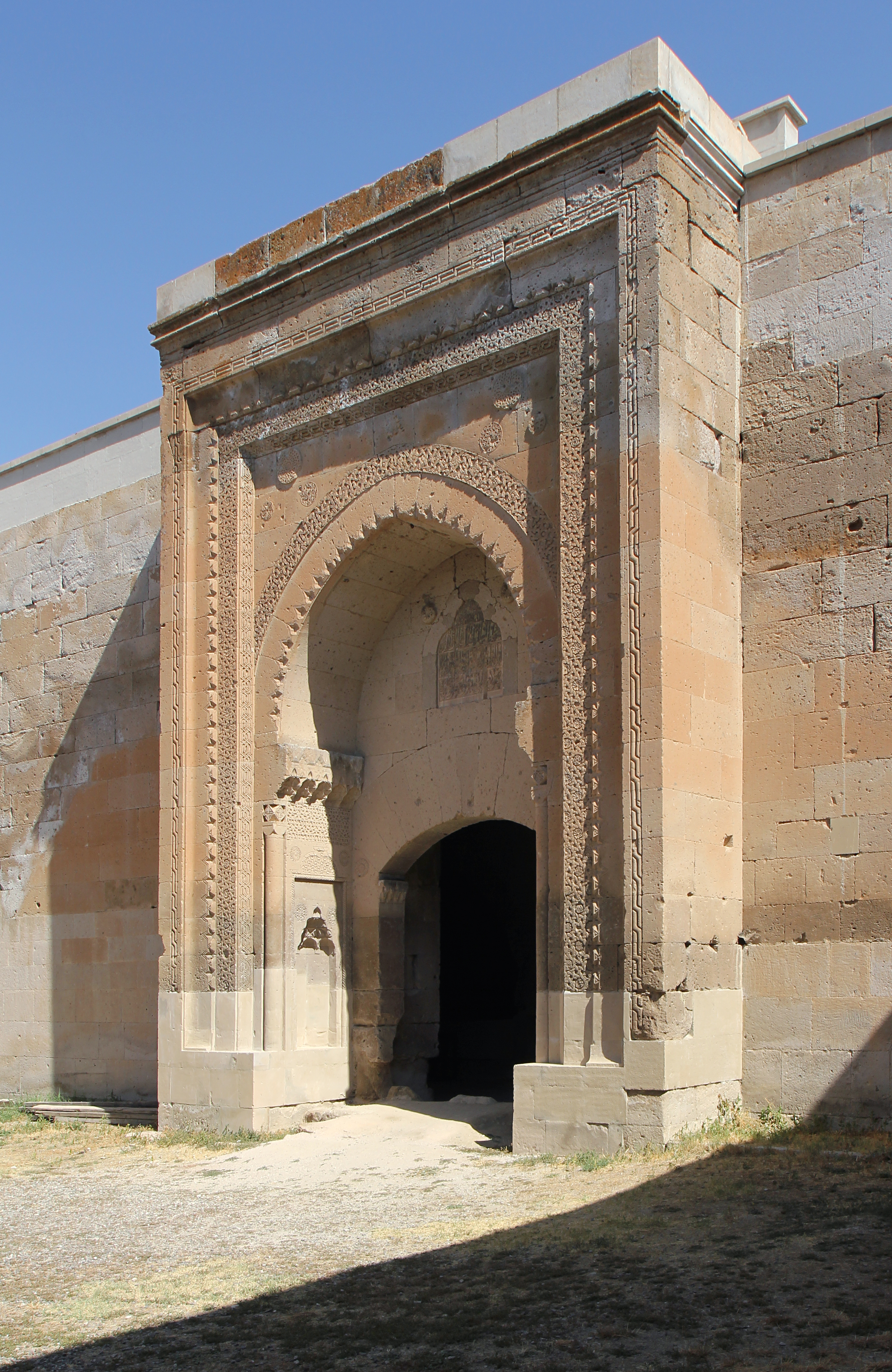
بوابة الدخول للقسم المغطى أو الداخلي
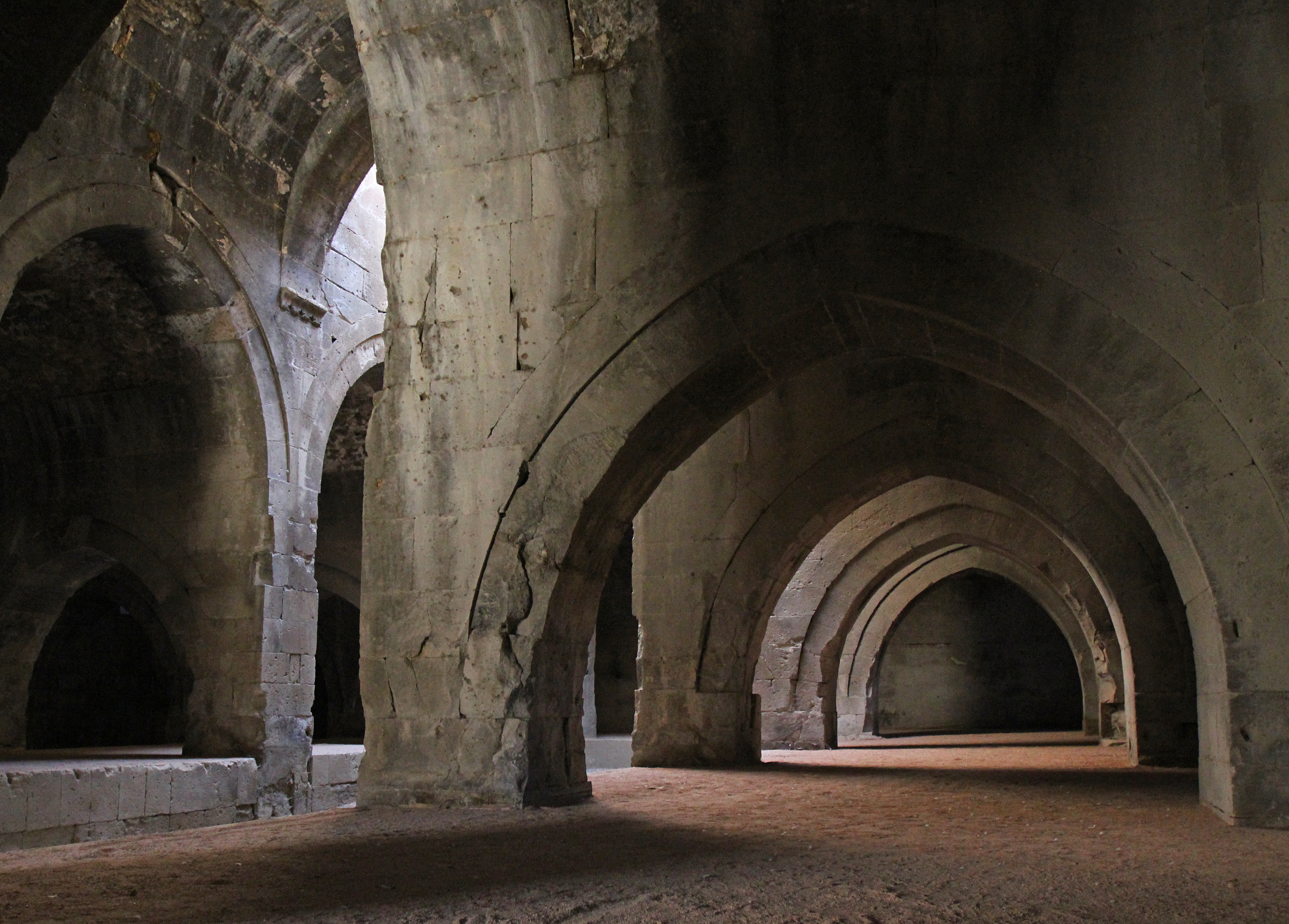
الجزء الداخلي من القسم المغطى
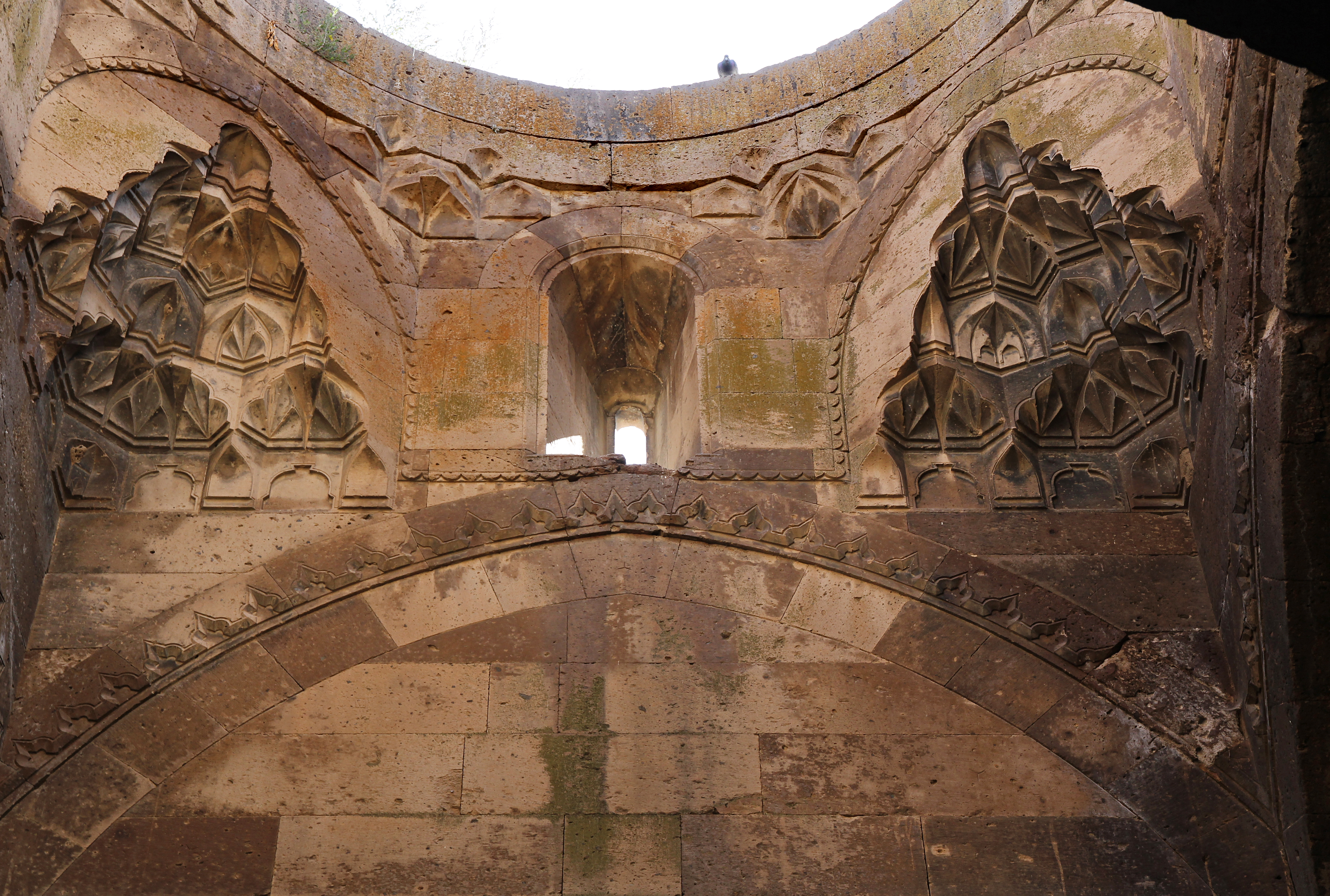
القاعدة و المقرنصات المنحوتة حنيات ركنية من القبة المركزية في القسم المُغطى (تم فقدان القبة نفسها)